# Scaphochlamys argentea
Scaphochlamys argentea är en enhjärtbladig växtart som beskrevs av Rosemary Margaret Smith. Scaphochlamys argentea ingår i släktet Scaphochlamys och familjen Zingiberaceae. Inga underarter finns listade i Catalogue of Life.